# Dukuhbadag (Cibingbin)
Dukuhbadag is een bestuurslaag in het regentschap Kuningan van de provincie West-Java, Indonesië. Dukuhbadag telt 3063 inwoners (volkstelling 2010).